# Thiện Trung
Thiện Trung là một xã thuộc huyện Cái Bè, tỉnh Tiền Giang, Việt Nam.

## Tự nhiên
Xã có diện tích 20,15 km², dân số năm 1999 là 8.481 người, mật độ dân số đạt 421 người/km².
Xã tiếp giáp với xã Hậu Mỹ Bắc A ở phía bắc, giáp xã Hậu Mỹ Trinh và xã Hòa Khánh ở phía đông, giáp xã Thiện Trí ở phía nam, giáp xã Mỹ Trung, xã Mỹ Tân, xã Mỹ Đức Đông ở phía tây.
Các kênh, rạch chảy qua địa bàn xã: Kênh 6 - Bằng Lăng, Kênh 28, Kênh 500, rạch Ba Khanh, rạch Bà Tự, rạch Cả Hang, rạch Cả Lầy, kênh Cây Tràm, kênh Đồng Tượng, kênh Đường Củi Lớn, kênh Đường Củi Nhỏ, rạch Đường Chùa, rạch Hào Bá, rạch Hồng Si Na, sông Mỹ Thiện, rạch Ông Tà, rạch Sáu Đống, rạch Sáu Lăng.

## Hành chính
Các ấp thuộc xã bao gồm: Mỹ Lược, Mỹ Trinh, Mỹ Tường.

## Lịch sử
Ngày 12 tháng 4 năm 1979, thành lập hai xã Thiện Trí và Thiện Trung từ xã Mỹ Thiện.

## Xã hội
Con đường quan trọng nhất chạy ngang xã là tỉnh lộ 863 chạy dọc theo Kênh 28.
Trung tâm mua bán của xã là chợ Thiện Trung nằm giữa xã, bên hai bờ kênh 28. Xã có một trạm y tế đặt tại đường tỉnh lộ 863 thuận tiện cho việc khám chữa bệnh của người dân. Địa bàn xã có trường Mầm non Thiện Trung, trường tiểu học Thiện Trung và trường THCS Thiện Trung. Cách chợ tầm 500 m là một chợ khác tên chợ Hồng Xina, cũng nằm trên tỉnh lộ 863.
Năm 2016, quỹ học bổng Nam Phương foundation cùng UBND huyện Cái Bè xây dựng cầu Khang Linh nối đôi bờ kênh 28 và tỉnh lộ 863 ngay vị trí chợ xã Thiện Trung, kết nối phần phía nam xã với phần phía bắc xã.

## Ảnh

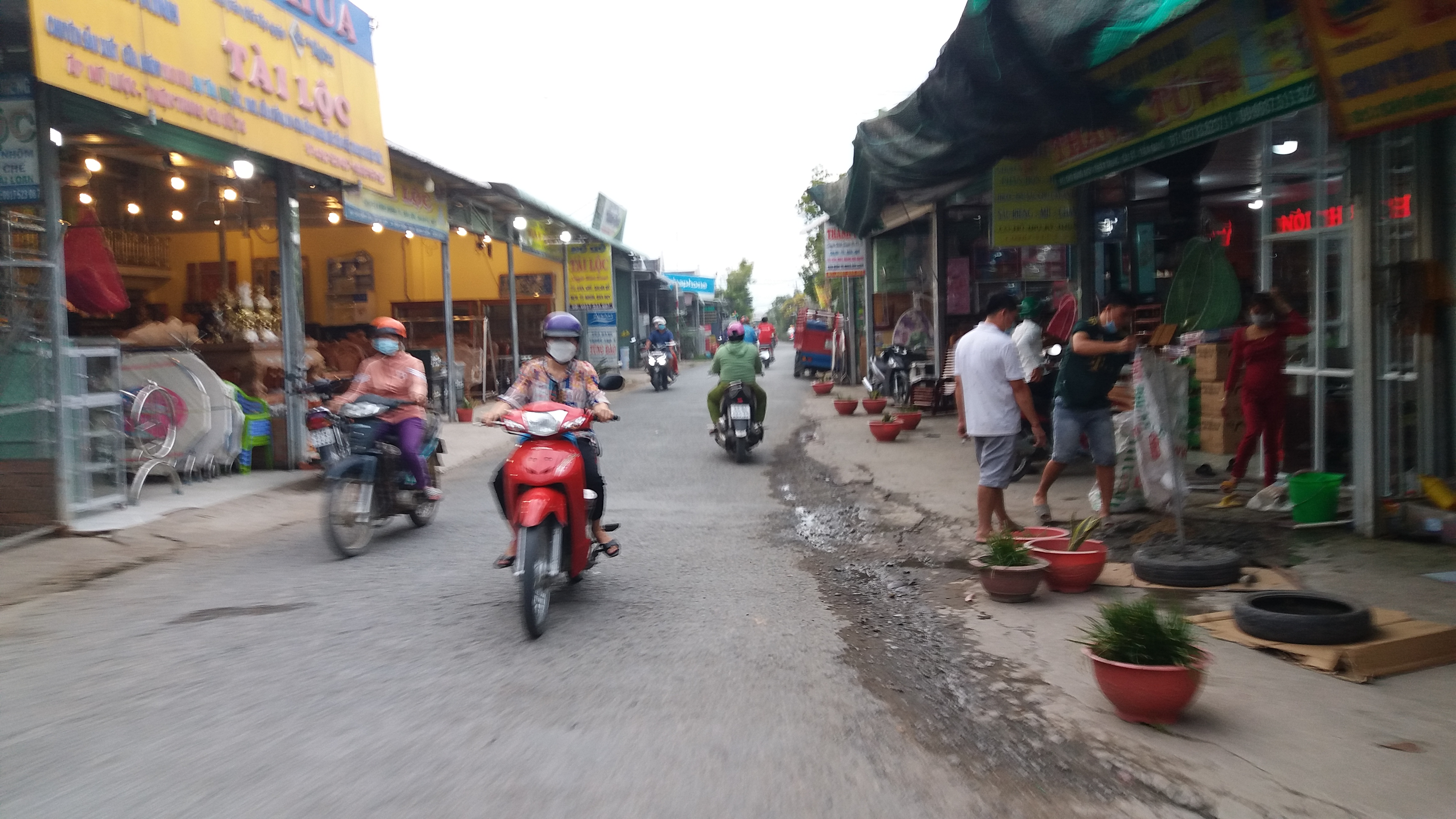
khu vực chợ Hồng Xina.
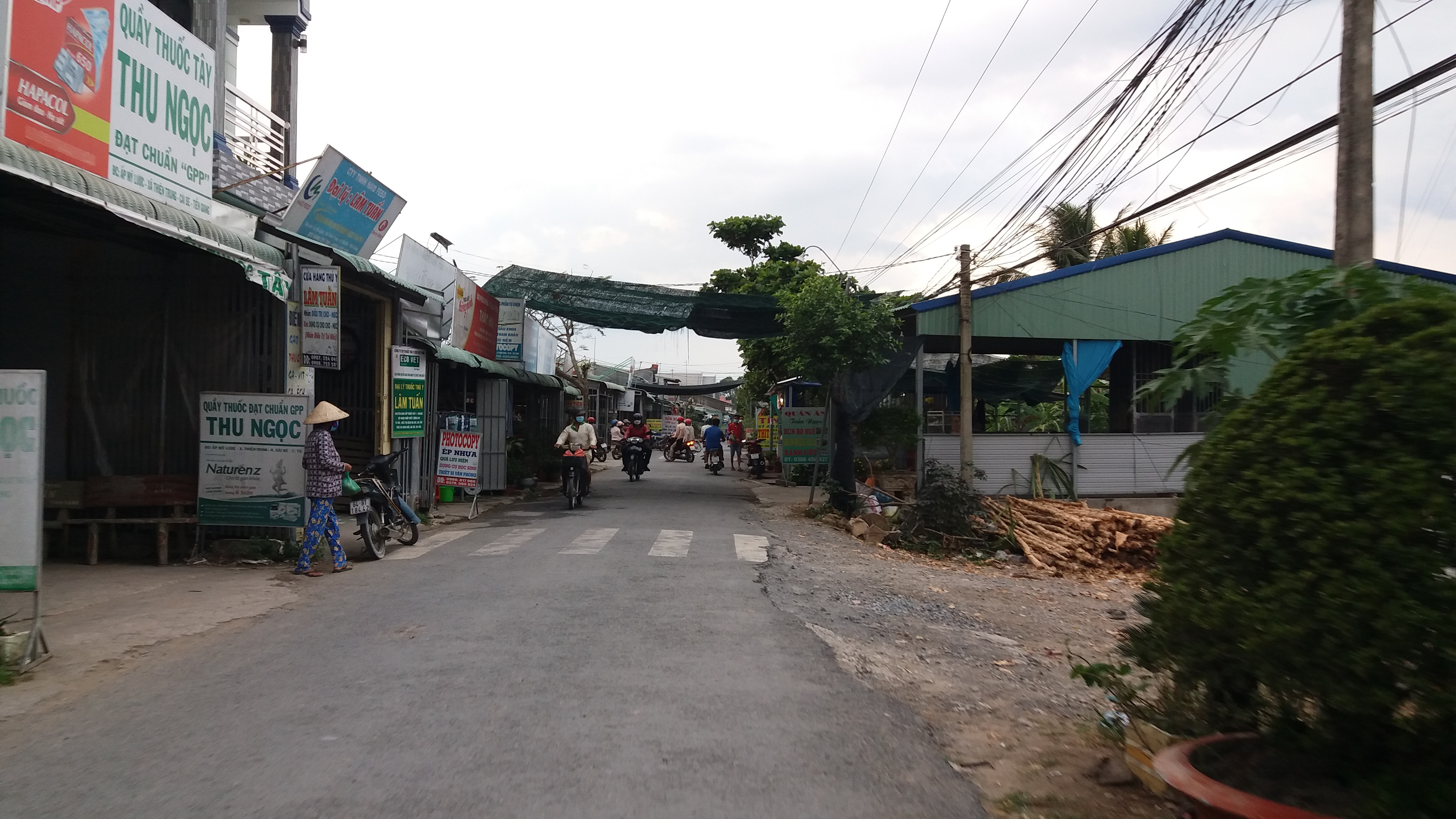
khu vực chợ Thiện Trung.